# Экстелл, Чарльз
Чарльз Самнер Экстелл (англ. Charles Sumner Axtell: 29 января 1859, Спрингфилд — 24 ноября 1932, Спрингфилд) — американский стрелок, чемпион летних Олимпийских игр.
Экстелл принял участие в летних Олимпийских играх в Лондоне в соревнованиях по стрельбе из пистолета. Он стал чемпионом в стрельбе среди команд и занял четвёртое место среди отдельных спортсменов.